# Campeonato Neerlandés de Fútbol 1901-02
El Campeonato Neerlandés de Fútbol 1901/02 fue la 14.ª edición del campeonato de fútbol de los Países Bajos. Participaron quince equipos divididos en dos divisiones. El campeón nacional fue determinado por un play-off de ida y vuelta entre los ganadores de la división este y oeste. HVV Den Haag ganó el campeonato venciendo al Victoria Wageningen por 3:1 en el partido de vuelta.

## Nuevos participantes
Eerste Klasse Oeste:
- Koninklijke HFC regresó después de una temporada de ausencia

## Divisiones

### Eerste Klasse Este
| Pos | Equipo              | PJ | PG | PE | PP | GF | GC | Pts | DG  | Notas                                   |
| --- | ------------------- | -- | -- | -- | -- | -- | -- | --- | --- | --------------------------------------- |
| 1   | Victoria Wageningen | 12 | 7  | 3  | 2  | 34 | 12 | 17  | +22 | Clasificado al play-off por el título.  |
| 2   | Hercules            | 12 | 5  | 5  | 2  | 27 | 21 | 15  | +6  | Trasladado a la nueva División Oeste-B. |
| 3   | Quick Nijmegen      | 12 | 6  | 1  | 5  | 27 | 18 | 13  | +9  |                                         |
| 4   | Go Ahead Wageningen | 12 | 5  | 3  | 4  | 24 | 24 | 13  | 0   |                                         |
| 5   | Vitesse             | 12 | 4  | 2  | 6  | 24 | 30 | 10  | -6  |                                         |
| 6   | Koninklijke UD      | 12 | 4  | 2  | 6  | 14 | 20 | 10  | -6  |                                         |
| 7   | PW                  | 12 | 2  | 2  | 8  | 14 | 39 | 6   | -25 |                                         |

PJ = Partidos jugados; PG = Partidos ganados; PE = Partidos empatados; PP = Partidos perdidos; GF = Goles a favor; GC = Goles en contra; Pts = Puntos; DG = Diferencia de goles

### Eerste Klasse Oeste
| Pos | Equipo                   | PJ | PG | PE | PP | GF | GC | Pts | DG  | Notas                                   |
| --- | ------------------------ | -- | -- | -- | -- | -- | -- | --- | --- | --------------------------------------- |
| 1   | HVV Den Haag             | 14 | 12 | 0  | 2  | 54 | 16 | 24  | +38 | Clasificado al play-off por el título.  |
| 2   | HBS Craeyenhout          | 14 | 11 | 2  | 1  | 37 | 15 | 24  | +22 | Trasladado a la nueva División Oeste-B. |
| 3   | Velocitas                | 14 | 7  | 1  | 6  | 27 | 20 | 15  | +7  |                                         |
| 4   | Rapiditas Rotterdam      | 14 | 5  | 1  | 8  | 21 | 43 | 11  | -22 | Trasladado a la nueva División Oeste-B. |
| 5   | RAP                      | 14 | 5  | 1  | 8  | 28 | 33 | 11  | -5  |                                         |
| 6   | HFC Haarlem              | 14 | 4  | 1  | 9  | 25 | 37 | 9   | -12 |                                         |
| 7   | Koninklijke HFC          | 14 | 4  | 1  | 9  | 25 | 38 | 9   | -13 | Trasladado a la nueva División Oeste-B. |
| 8   | Ajax Sportman Combinatie | 14 | 4  | 1  | 9  | 24 | 39 | 9   | -15 |                                         |

PJ = Partidos jugados; PG = Partidos ganados; PE = Partidos empatados; PP = Partidos perdidos; GF = Goles a favor; GC = Goles en contra; Pts = Puntos; DG = Diferencia de goles

### Play-off por el título
| Equipo 1     | Agr. | Equipo 2            | Ida | Vuelta |
| ------------ | ---- | ------------------- | --- | ------ |
| HVV Den Haag | 5-3  | Victoria Wageningen | 2-2 | 3-1    |

|                                 |
| Campeón HVV Den Haag 5.° título |